# Frantz Fanon
Frantz Fanon (Fort-de-France, 20 luglio 1925 – Bethesda, 6 dicembre 1961) è stato uno psichiatra, antropologo, filosofo e saggista francese, nativo della Martinica e rappresentante del movimento terzomondista per la decolonizzazione.

## Biografia
Frantz Omar Fanon nacque in una famiglia discendente da schiavi africani, servi tamil e bianchi. L'appartenenza della sua famiglia alla piccola borghesia gli permise di frequentare il liceo Victor Schœlcher, una scuola per soli neri. In seguito alla caduta della Francia nelle mani dei nazisti nel 1940, delle truppe della marina francese erano rimaste bloccate in Martinica. A causa delle concezioni razziste già circolanti negli ambienti sociali dei colonizzatori, i soldati francesi misero in atto le consuete pratiche discriminatorie e disumane nei confronti dei colonizzati. Vi furono numerose accuse di molestie sessuali. Gli abusi ai danni della popolazione locale da parte dell'esercito francese ebbero una notevole influenza su Fanon, in quanto rinforzarono i suoi sentimenti di alienazione e il disgusto per il razzismo coloniale.
Durante la seconda guerra mondiale combatté con la resistenza francese e in seguito proseguì i suoi studi di psichiatria, conseguendo la laurea nel 1951 con una tesi sull'atassia di Friedreich. Divenne responsabile di una divisione dell'Ospedale psichiatrico di Blida, in Algeria, lavorando soprattutto sull'adattamento dei test ai pazienti locali. Durante la Guerra d'Algeria, collaborò apertamente con il Fronte di Liberazione Nazionale algerino (F.L.N.) e ne divenne il portavoce.
Nel 1957 fu espulso dalla Francia a causa della sua collaborazione con il Governo Provvisorio della Repubblica Algerina (G.P.R.A.). Si trasferì quindi in Tunisia, dove scrisse molti saggi poi raccolti nel libro Pour la révolution africaine, uscito postumo. In questo libro Fanon si occupò di strategia militare e in un capitolo discusse in quale modo fosse possibile aprire un terzo fronte meridionale di guerra. In questo periodo di frenetica attività gli fu diagnosticata la leucemia: si recò nell'Unione Sovietica per sottoporsi ad una terapia, ed eseguì un'ultima visita a Roma per incontrare Jean-Paul Sartre, dopodiché si trasferì negli Stati Uniti, per seguire una nuova cura. Morì il 6 dicembre 1961, nel Maryland, sotto il nome di Ibrahim Fanon.

## Il pensiero
Nelle sue opere più famose, Fanon analizza il processo di decolonizzazione dal punto di vista sociologico, filosofico e psichiatrico.
La sua opera più conosciuta è I dannati della terra, che è stato concepito come un manifesto per la lotta anticoloniale e l'emancipazione del "Terzo mondo". L'opera fu pubblicata per la prima volta nel 1961 da François Maspero con la prefazione di Jean-Paul Sartre. Ne I dannati della terra Fanon analizza il ruolo della classe, razza e violenza nell'ambito delle lotte di liberazione nazionale, auspica l'avvento di un nuovo modello mondiale, totalmente svincolato dai modelli politico-sociali precedenti, realizzabile tramite una rivoluzione globale (avente qualche richiamo con le idee rivoluzionarie trozkiste) che innanzitutto formi una classe sociale svincolata dall'influenza e dai "benefici" degli imperialisti.
Altra opera di grande importanza è Pelle nera, maschere bianche, che ebbe una notevole influenza su rivoluzionari quali Ali Shariati in Iran, Stephen Biko in Sudafrica e Che Guevara a Cuba. Tra questi, solo Guevara si interessò alle teorie di Fanon sulla violenza; Shariati e Biko si interessarono rispettivamente all'idea dell'"uomo nuovo" e della "coscienza nera". L'influenza dell'opera di Fanon si estese ai movimenti di liberazione palestinese, ai tamil, agli irlandesi, alle Pantere Nere, ad altri movimenti che lottavano per la autodeterminazione.
Scritto durante il suo soggiorno in Francia, Peau noire et masques blancs è un'analisi degli effetti della soggiogazione coloniale sulla psiche umana. In particolare descrive la sua personale esperienza di intellettuale nero immerso in un contesto bianco ed elabora, in un'opera che è a metà strada fra un saggio di analisi e un manifesto, le modalità attraverso le quali le relazioni fra colonizzatore e colonizzato vengono, per così dire, normalizzate dalla psicologia e dalla cultura. Fanon, che, per cultura e istruzione, si riteneva un francese a tutti gli effetti, evidenziò tutto il suo disorientamento causato dal razzismo francese da lui provato sulla propria pelle. Secondo Fanon, il linguaggio assume un ruolo importante nella formazione di una coscienza e di una consapevolezza individuale, quindi esprimersi in lingua francese vuole significare l'accettazione, volontaria o coercitiva, della cultura francese: inclusa l'identificazione del nero come simbolo del male. Questi valori della cultura dominante, quando vengono assimilati e interiorizzati, creano una frattura fra la coscienza dell'uomo di colore e il suo corpo: da ciò si genera un’alienazione.
Per spiegare la genesi di questo sentimento d'inferiorità, Fanon riprende la tesi hegeliana del rapporto Servo-Signore. Se idealmente Hegel presenta questa dinamica come un'originaria lotta per la vita tra due autocoscienza essenzialmente eguali, nel caso del colonialismo gli europei si presentarono come naturalmente superiori ai subalterni, negando il corretto svolgimento del conflitto sociale. Da ciò deriva la difficoltà delle istituzioni razziste dell'epoca di vedere i colonizzati come soggetti e non meri oggetti.

## Opere
- Peau noire, masques blancs, 1952, tr. it. Pelle nera, maschere bianche, Il Saggiatore, Milano, 1965; Marco Tropea Editore, 1996; Edizioni ETS 2015; scheda online
- L'An V de la révolution algérienne, 1959, tr. it. Scritti politici - volume II. L'anno V della rivoluzione algerina, Roma, Derive Approdi, 2007
- Les Damnés de la terre, 1961, tr. it. I dannati della terra, Einaudi, 2000
- Pour la révolution africaine, 1964, tr. it. Scritti politici - volume I. Per la rivoluzione africana (Prefazione di Miguel Mellino; Postfazione di Paul Gilroy), Roma, Derive Approdi, 2006